# TGV
TGV (kratica za Train à Grande Vitesse) je francoski sistem hitrih vlakov, ki ga upravljata koncern Alstom in francosko javno podjetje SNCF.
Prva železniška proga, po kateri je vozil TGV, je bila proga Pariz - Lyon. Prvi vlak je začel voziti med tema mestoma leta 1981, danes pa je mreža teh hitrih vlakov razširjena po celi Franciji in celo v nekatere sosednje države. TGV še danes (2008) drži hitrostni rekord med vlaki s kolesi ter se ponaša z največjo povprečno hitrostjo med potniškimi vlaki. Na rednih progah potujejo vlaki s hitrostjo do 320 km/h.

## Hitrostni rekordi
V sklopu raziskav podjetja SNCF z namenom preizkušanja meja hitre železnice drži TGV serijo hitrostnih rekordov za klasične vlake. Hitrostne teste izvajajo po navadi s posebej prilagojeno kompozicijo - krajšim vlakom z večjimi kolesi, ki je v celoti predelan v laboratorij za fizikalne meritve. Pred tem seveda dodobra pregledajo celotno progo, po kateri bo vozil vlak. Absolutni hitrostni rekord še vedno pripada japonskemu vlaku maglev, ki lebdi nad magnetno tračnico, dosegel pa je 581 km/h. 

### 1981
26. februarja 1981 so v sklopu operacije TGV 100 s ciljno hitrostjo 100 m/s dosegli hitrost 380 km/h.

### 1990
Rezultat operacij TGV 117 in TGV 140, katerih številki se ponovno nanašata na hitrost v m/s, je bil nov hitrostni rekord, postavljen 18. maja. Znašal je 515,3 km/h.

### 2007
Operacija V150 (150 se seveda nanaša na hitrost) je bilo ime za serijo hitrostnih preizkušenj nove proge LGV Est (francosko za vzhod), ki bo povezovala Pariz in Strasbourg. Neuradni rekord 554,3 km/h je bil najprej postavljen 13. februarja 2007 blizu vasi Passavant-en-Argonne. Kasneje, 3. aprila, so s skrajšano kompozicijo V150 dosegli tudi uradni rekord, ki sedaj znaša 574,8 km/h. To je že zelo blizu absolutnemu rekordu za vlake, 580 km/h.